# Aeschynanthus perrottetii
Aeschynanthus perrottetii là một loài thực vật có hoa trong họ Tai voi. Loài này được A.DC. mô tả khoa học đầu tiên năm 1845.